# دولت صلح و وحدت
دولت صلح و وحدت (عربی: حکومة السلام والوحدة‎)، دولتی موازی است که در آوریل ۲۰۲۵ برای اداره مناطقی از سودان که توسط نیروهای واکنش سریع (RSF) و گروه‌های متحد آن در طول جنگ داخلی سودان کنترل می‌شدند، در مخالفت با دولت انتقالی منصوب شده توسط شورای حاکمیت انتقالی، تأسیس شد.